# Wasserjagdspinne
Die Wasserjagdspinne oder Fischerspinne (Ancylometes bogotensis) ist eine Spinne aus der Familie der Kammspinnen (Ctenidae). Sie kommt in Mittel- und Südamerika vor, ihr Habitat (Lebensraum) sind dort nach bisherigen Kenntnissen vor allem die Wasservegetation in Schwarz- und Weißwasserflüssen. Die überwiegend braun gefärbte Art zählt wie alle der Gattung der Riesenfischerspinnen (Ancylometes) zu den größeren Echten Webspinnen (Araneomorphae). Bemerkenswert sind die hydrophobe (wasserabweisende) Cuticula (Außenhaut des Exoskeletts bzw. Außenpanzers) und das dichte Kleid aus Setae (chitinisierte Haare) der Spinne, durch die sie im Wasser befindlich trocken bleibt.
Mit anderen Vertretern der Gattung teilt die Wasserjagdspinne ihre semiaquatische Lebensweise und ist dank ihrer hydrophoben Körpereigenschaften in der Lage, sich sowohl auf der Wasseroberfläche als auch unter Wasser fortzubewegen sowie unter Wasser Luftvorräte anzulegen. Die Art jagt sowohl an Land als auch im Wasser als opportunistischer Räuber sowohl verschiedene Gliederfüßer als auch kleinere Wirbeltiere, bevorzugt aber ins Wasser gefallene Insekten. Ein Spinnennetz kommt wie bei allen Kammspinnen während der Jagd nicht zum Einsatz, stattdessen erlegt sie Beutetiere als freilaufender Lauerjäger. Der Paarung geht wie bei Wolfspinnenartigen (Lycosoidea) üblich eine ausgeprägte Balz voraus. Ein begattetes Weibchen betreibt – ebenfalls für die Überfamilie typisch – Brutpflege und trägt seinen Eikokon mit sich herum. Kurz vor dem Schlupf fertigt es ein Brutgespinst, in dem es den Eikokon deponiert. Die frisch geschlüpften Jungtiere verbleiben anfangs in dem Gespinst, ehe diese sich trennen und über mehrere Fresshäute (Häutungsstadien) heranwachsen. Das Weibchen verbleibt nur kurz bei seinen frisch geschlüpften Nachkommen. Es kann nach bisherigen Kenntnissen nach einer Paarung nacheinander bis zu drei Eikokons anlegen.
Durch die Fähigkeit, im Wasser nicht nass zu werden, ist die Wasserjagdspinne ein bedeutendes Forschungsobjekt und im Rahmen der Bionik ein Modell für hydrophobe Badebekleidung. Auch wird sie wie andere Arten der Riesenfischerspinnen gelegentlich als Heimtier im Rahmen der Terraristik gehalten. Im Gegensatz zu einigen anderen Arten aus der Familie der Kammspinnen geht von der Spinne keine nachweisliche Gefahr für den Menschen aus, zumal Bisse der Art beim Menschen nicht dokumentiert sind.

## Merkmale

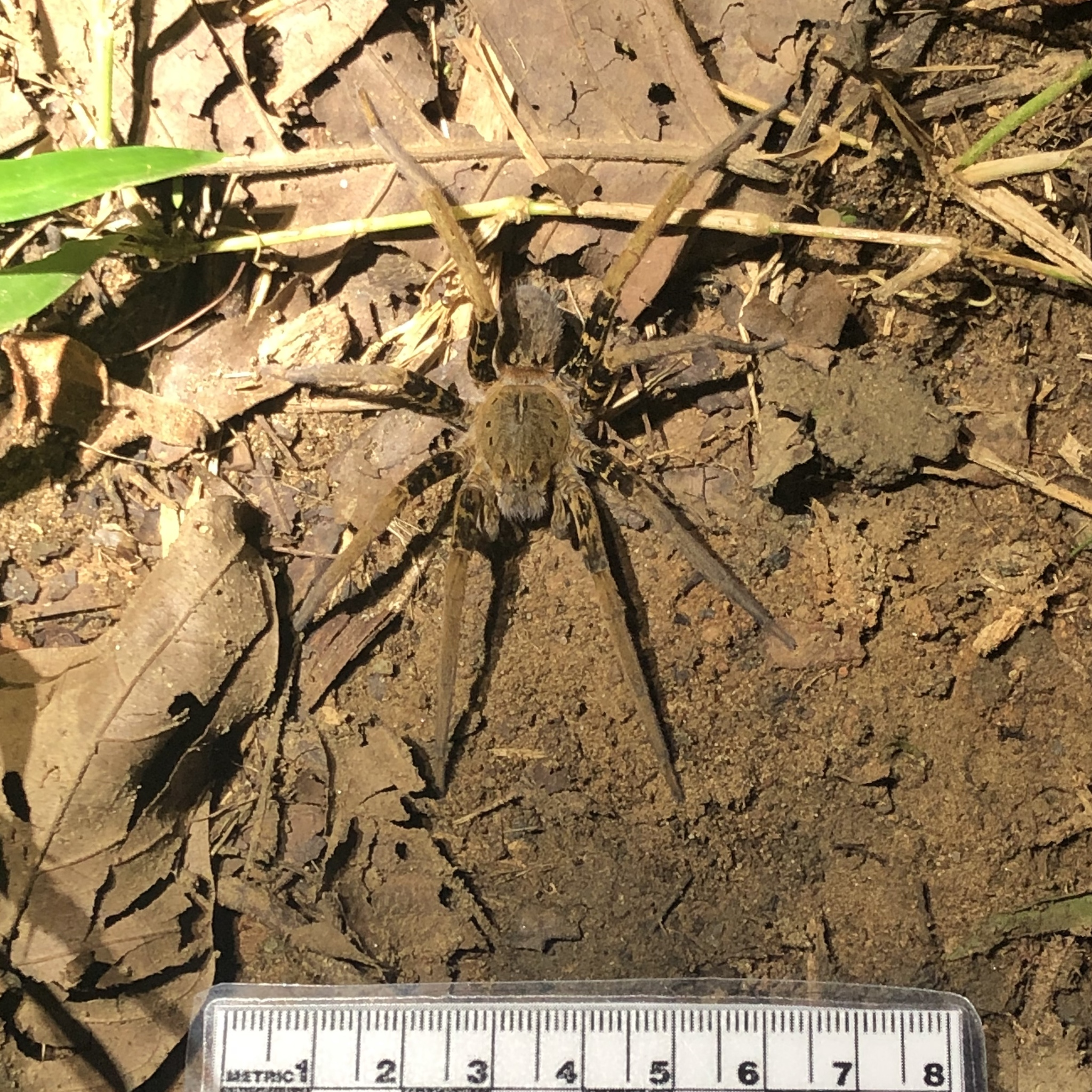
Weibchen im Größenvergleich

Das Weibchen der Wasserjagdspinne erreicht eine Körperlänge bis zu 31 Millimetern, das Männchen eine bis zu 25 Millimetern. Damit handelt es sich wie bei anderen Arten der Riesenfischerspinnen (Ancylometes) um einen vergleichsweise großen Vertreter der Echten Webspinnen (Araneomorphae). Der grundsätzliche Körperbau der Wasserjagdspinne ist mit dem anderer Arten der Gattung identisch. Auch sie ist wie diese in der Lage, dank ihrer hydrophoben (wasserabweisenden) Cuticula (Außenhaut des Exoskeletts bzw. Außenpanzers) sowie des dichten Kleids aus feinen Setae (chitinisierter Haare) sich auf und unter Wasser fortzubewegen. Durch diese Setae entsteht ein Luftfilm, der verhindert, dass die Spinne nass wird, sollte sie sich im Wasser befinden.
Die Grundfärbung ist braun. Der Clypeus (Abschnitt zwischen den anterioren, bzw. vorderen Augen und dem Carapax) und die Cheliceren (Kieferklauen) sind mit weißen Setae bedeckt. Die distalen (von der Körpermitte entfernt liegenden) Bereiche zwischen den Tibien (Schienen) und den Tarsen (Fußglieder) der Beine erscheinen durch die dichte Bedeckung von Setae weißlich, während die Metatarsen (Fersenglieder) durch weiße Setae ein geflecktes Erscheinungsbild annehmen.

Ansichten von Weibchen
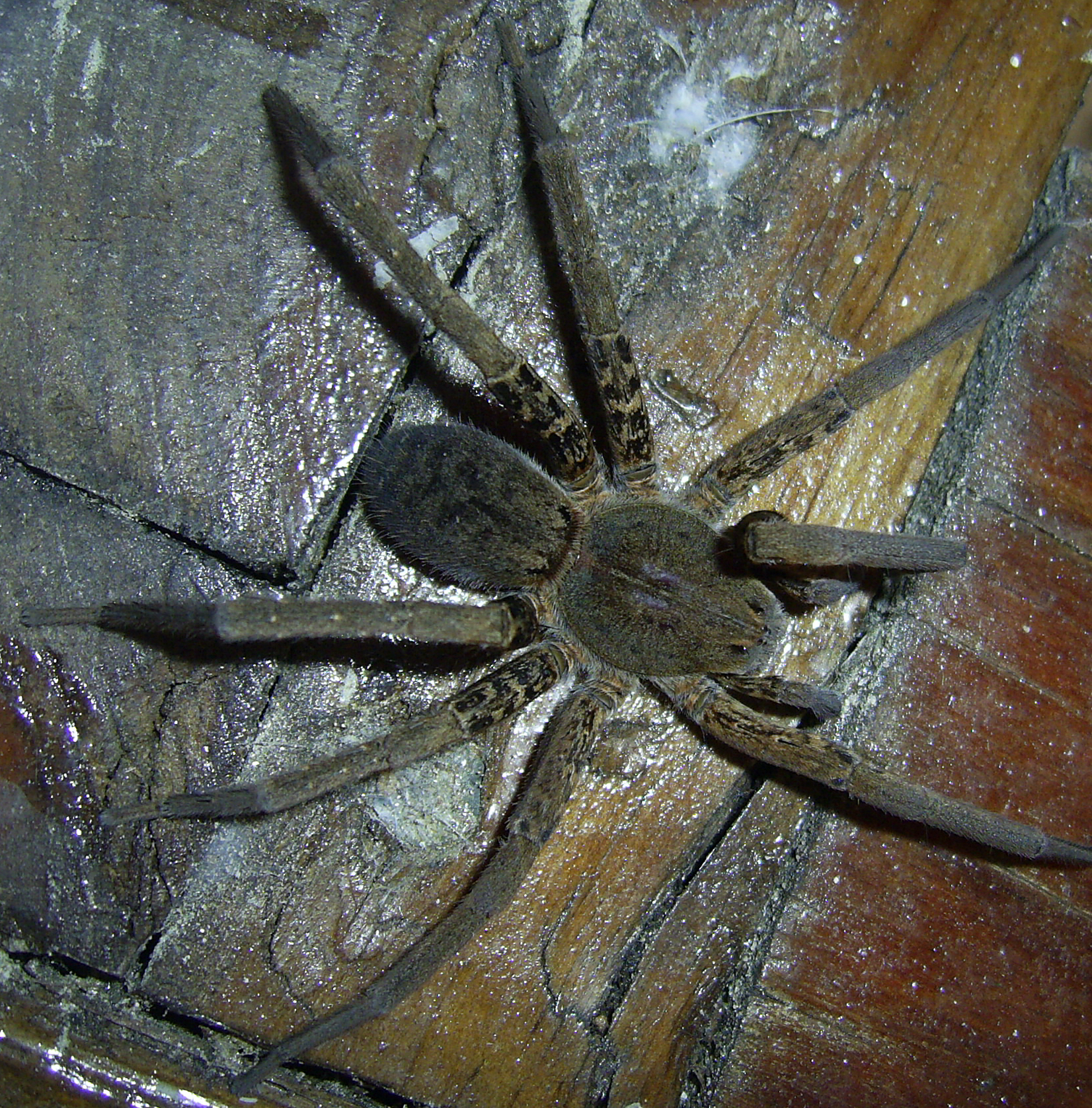
Dorsalansicht
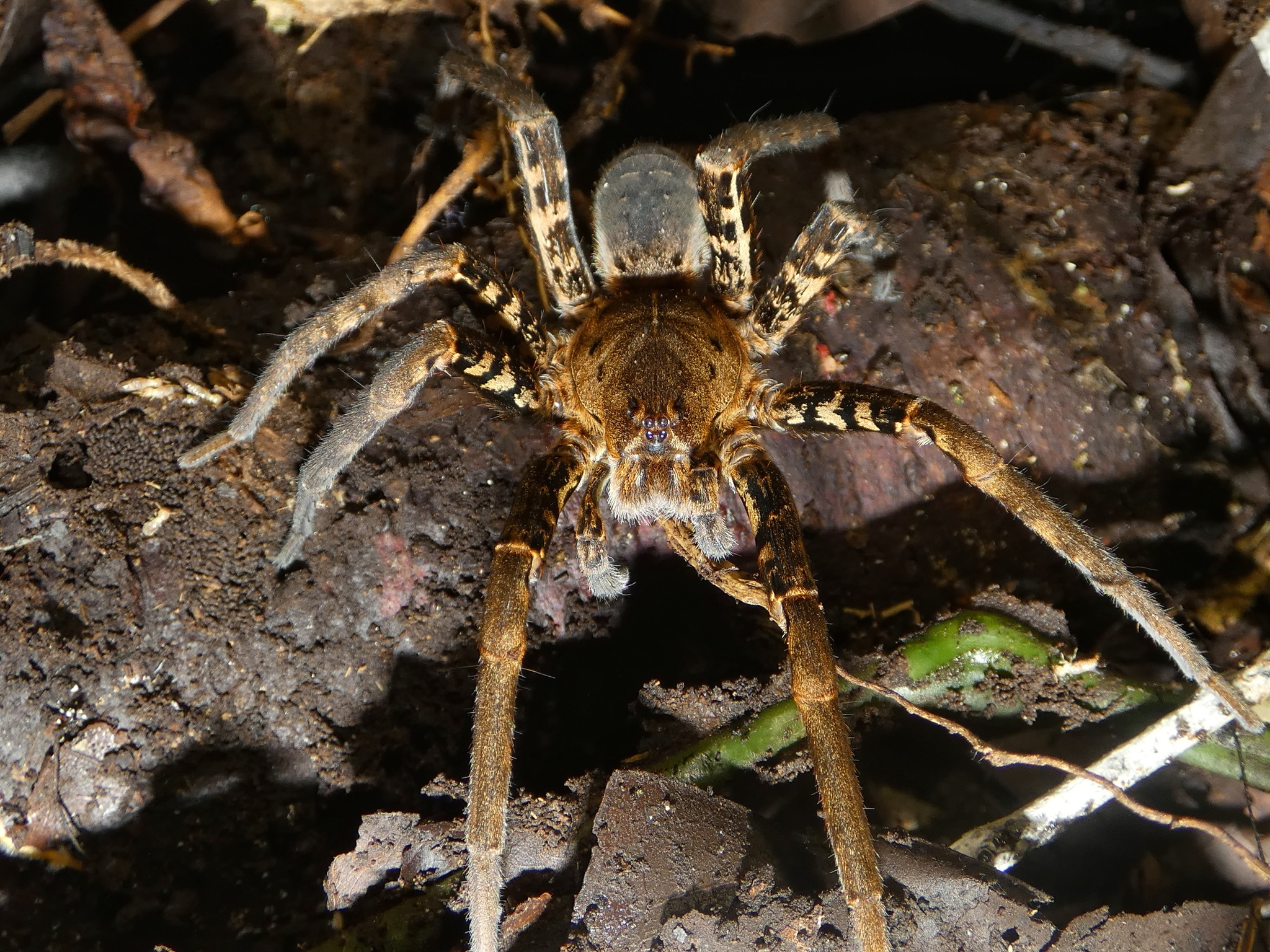
Frontalansicht
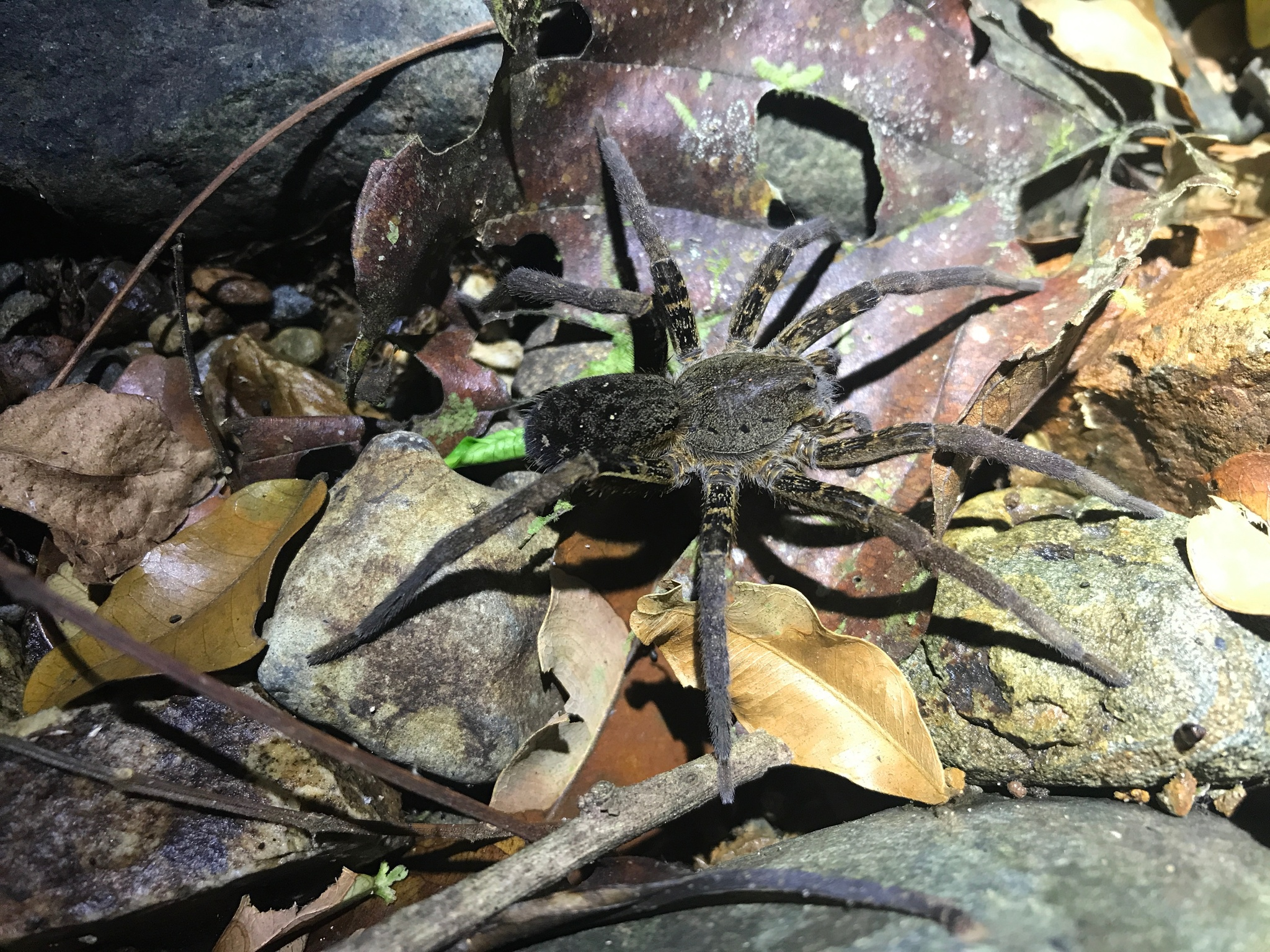
Lateralansicht
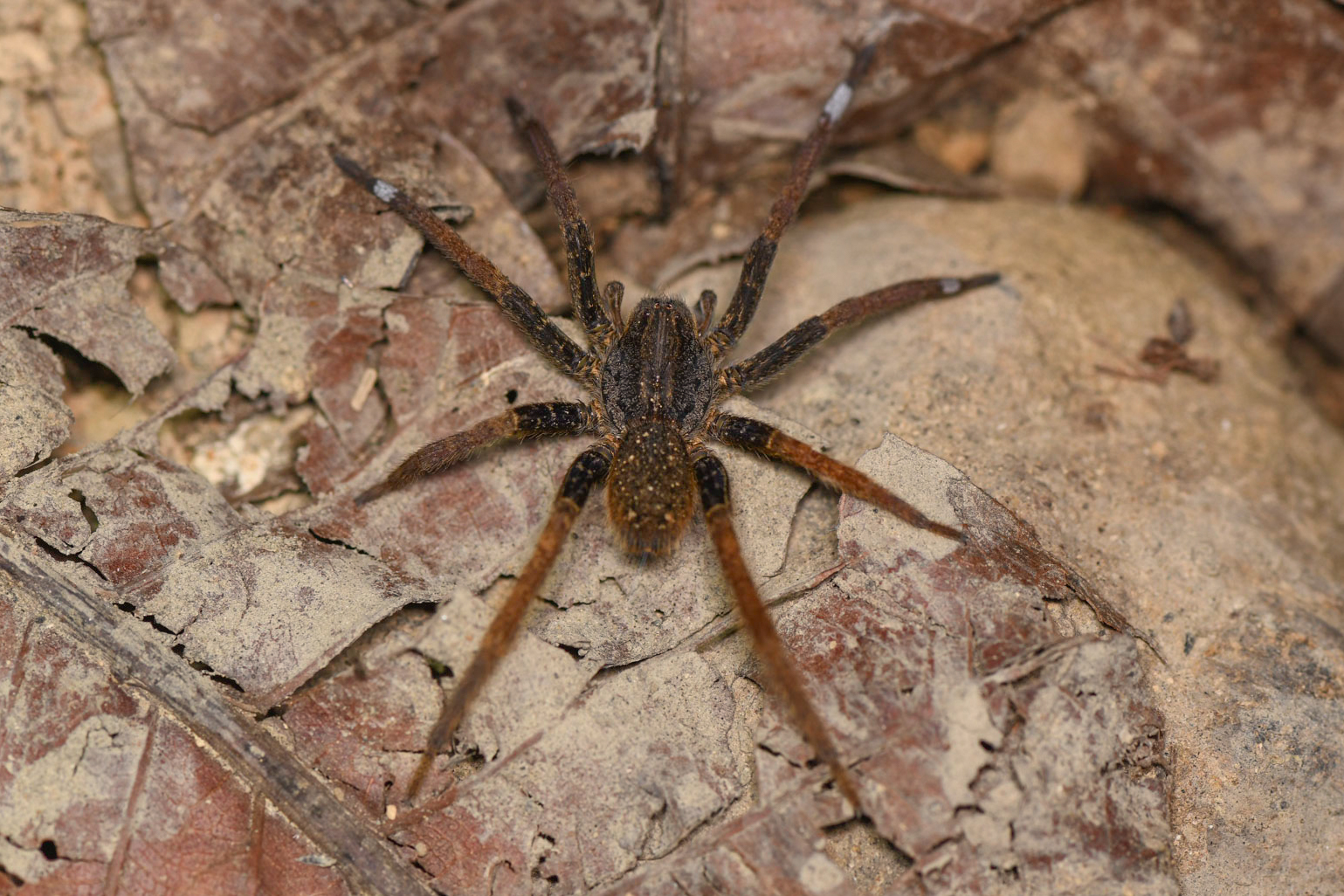
Rückansicht

### Sexualdimorphismus

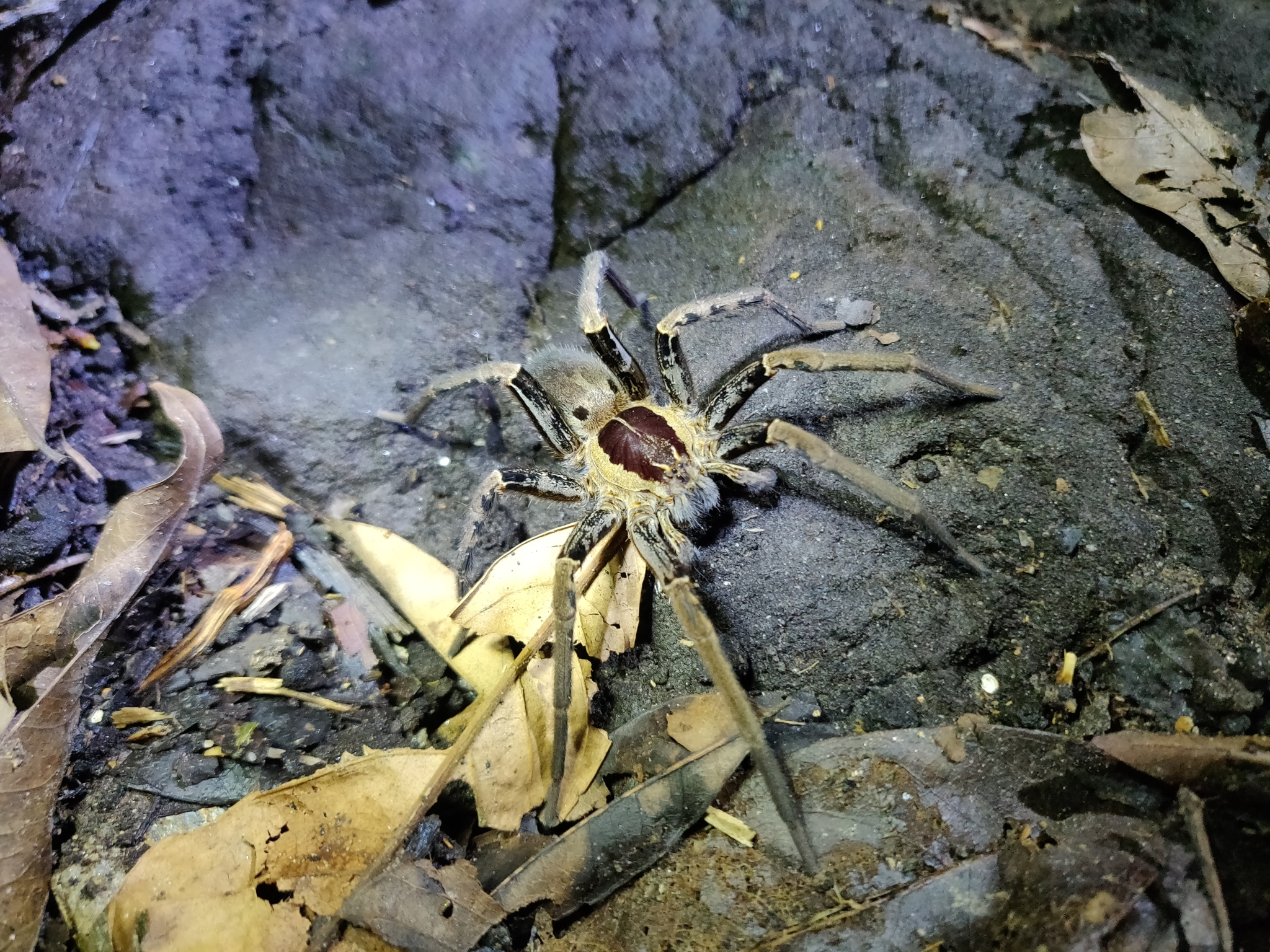
Männchen

Die Wasserjagdspinne weist wie viele Spinnen einen bemerkbaren Sexualdimorphismus (Unterschied der Geschlechter) auf, obgleich dieser wie bei einigen anderen Wolfspinnenartigen (Lycosoidea) verglichen mit anderen Spinnen deutlich geringer ausgeprägt ist. Dieser Dimorphismus macht sich neben den Größen in den Dimensionen der Geschlechter bemerkbar. Das Männchen erscheint aufgrund seiner im Verhältnis zum Körper längeren Beine größer als das Männchen. Das Weibchen erreicht durchschnittlich ein Körpergewicht von 2,61 ± 0,49 Gramm, das Männchen von 1,44 ± 0,29 Gramm.
| Geschlecht | Länge des Prosomas (Vorderkörpers) | Breite des Prosomas       | Längen-Breiten-Verhältnis des Prosomas | Länge des ersten Beinpaars  | Länge des vierten Beinpaars | Längen-Breiten-Verhältnis zwischen dem Prosoma und dem vierten Beinpaar |
| ---------- | ---------------------------------- | ------------------------- | -------------------------------------- | --------------------------- | --------------------------- | ----------------------------------------------------------------------- |
| Männchen   | 9,1 ± 0,52 bis 10,5 ± 1,32         | 7,4 ± 0,53 bis 8,6 ± 0,99 | 1,22 bis 1,23                          | 41,7 ± 3,64 bis 43,1 ± 5,24 | 44,9 ± 2,27 bis 45,7 ± 4,84 | 0,2 bis 0,23                                                            |
| Weibchen   | 10 ± 0,97 bis 11,8 ± 1,61          | 8,1 ± 0,88 bis 9,5 ± 1,17 | 1,23 bis 1,24                          | 35 ± 2,83 bis 36,6 ± 4,92   | 41,5 ± 5,63 bis 42 ± 2,83   | 0,24 bis 0,28                                                           |

Die Grundfärbung des Männchens fällt blasser aus als die des Weibchens. Der Carapax (Rückenschild des Prosomas) des Männchens ist von dunkelbrauner Färbung und wird seitlich von einer etwa einen Millimeter breiten weißbraunen Umrandung flankiert. Deren Farbton kann jedoch auch gelb ausfallen. Dorsal (oben) sind die Metatarsen (Fersenglieder) der beiden vorderen Beinpaare hell gefärbt. Das Opisthosoma (Hinterleib) des Männchens beinhaltet je zwei parallele Längsreihen, die mit vier hellbraunen Flecken versehen sind. Das Prosoma des Weibchens besitzt eine dunkelrotbraune, sein Opisthosoma eine hellbraune Grundfarbe. Die Dorsalseite der Femora (Schenkel) und des Opisthosomas des Weibchens sind gelb und dunkelbraun gesprenkelt. Der Carapax des Weibchens besitzt marginal (randseitig) nahe der Beine mehrere dunkelbraune Flecken.

Ansichten von Männchen
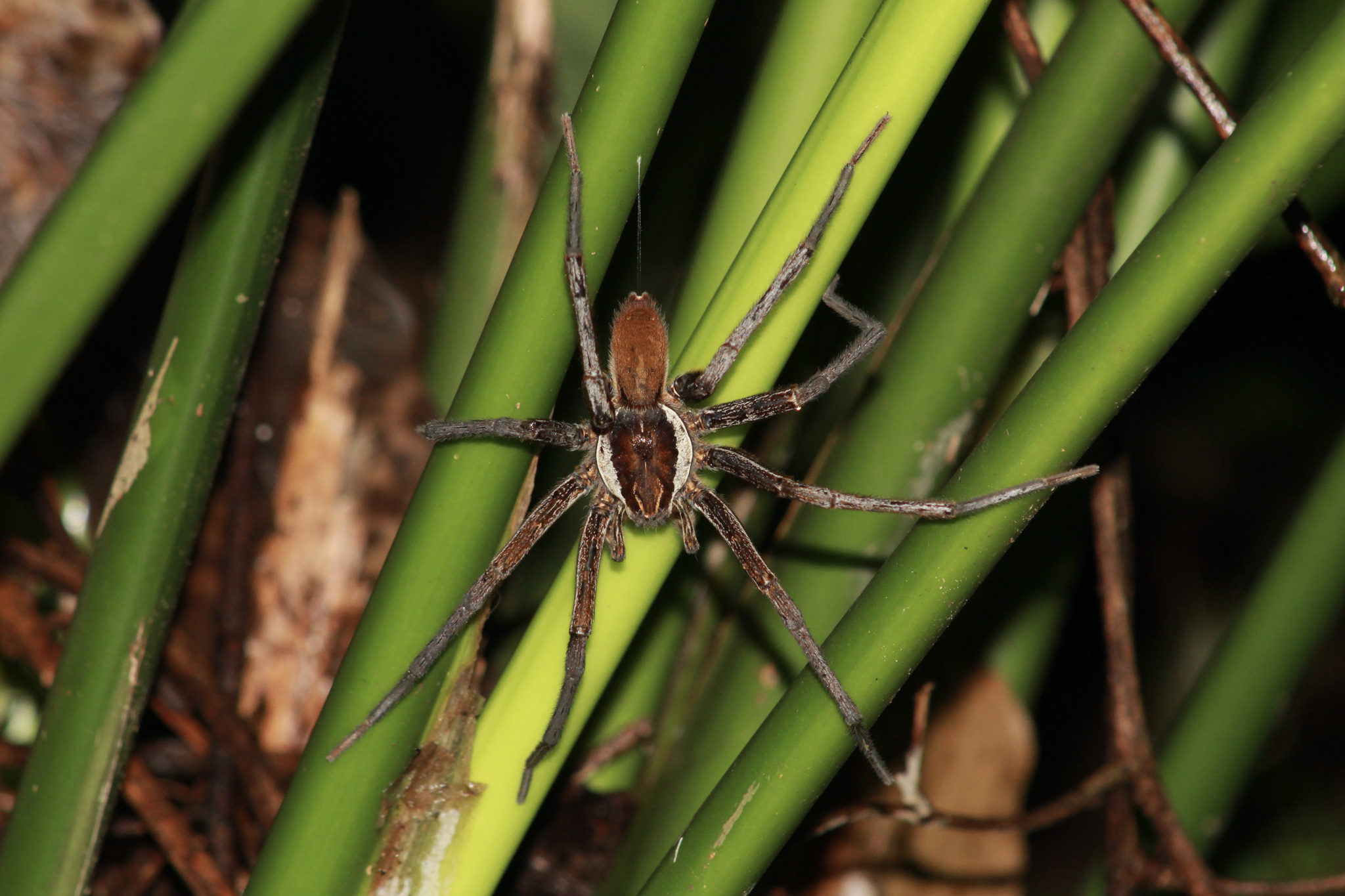
Dorsalansicht
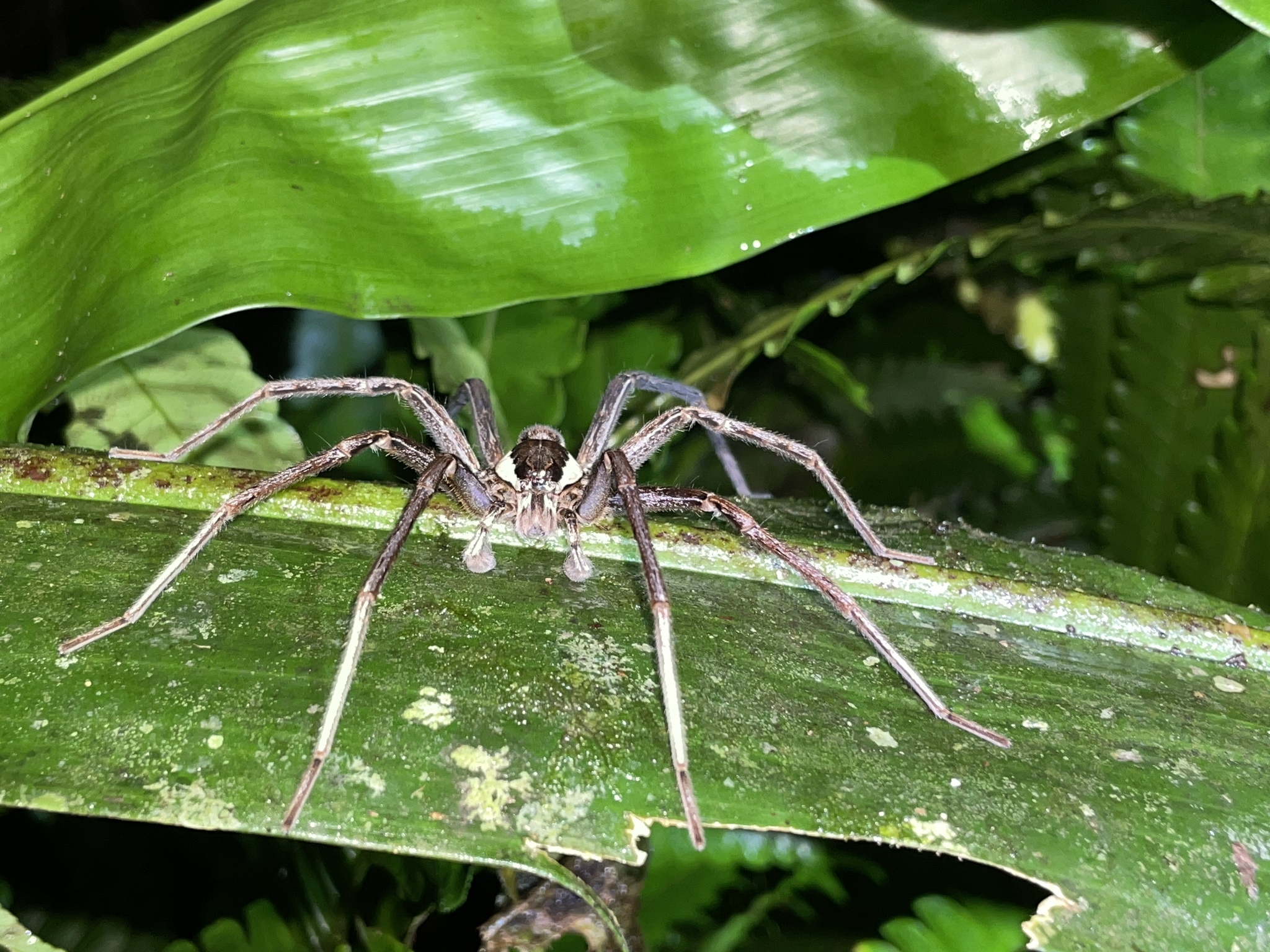
Frontalansicht
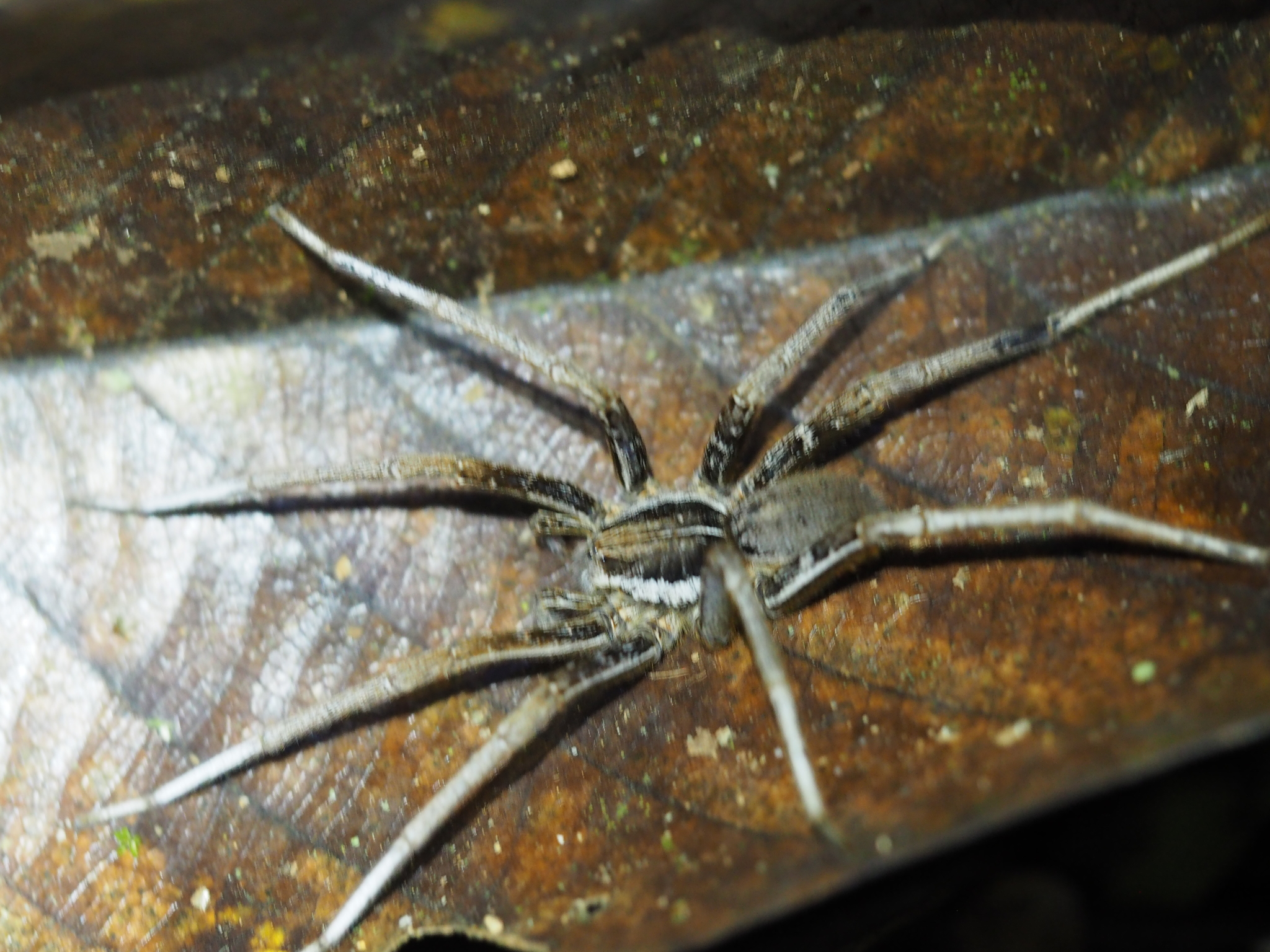
Lateralansicht
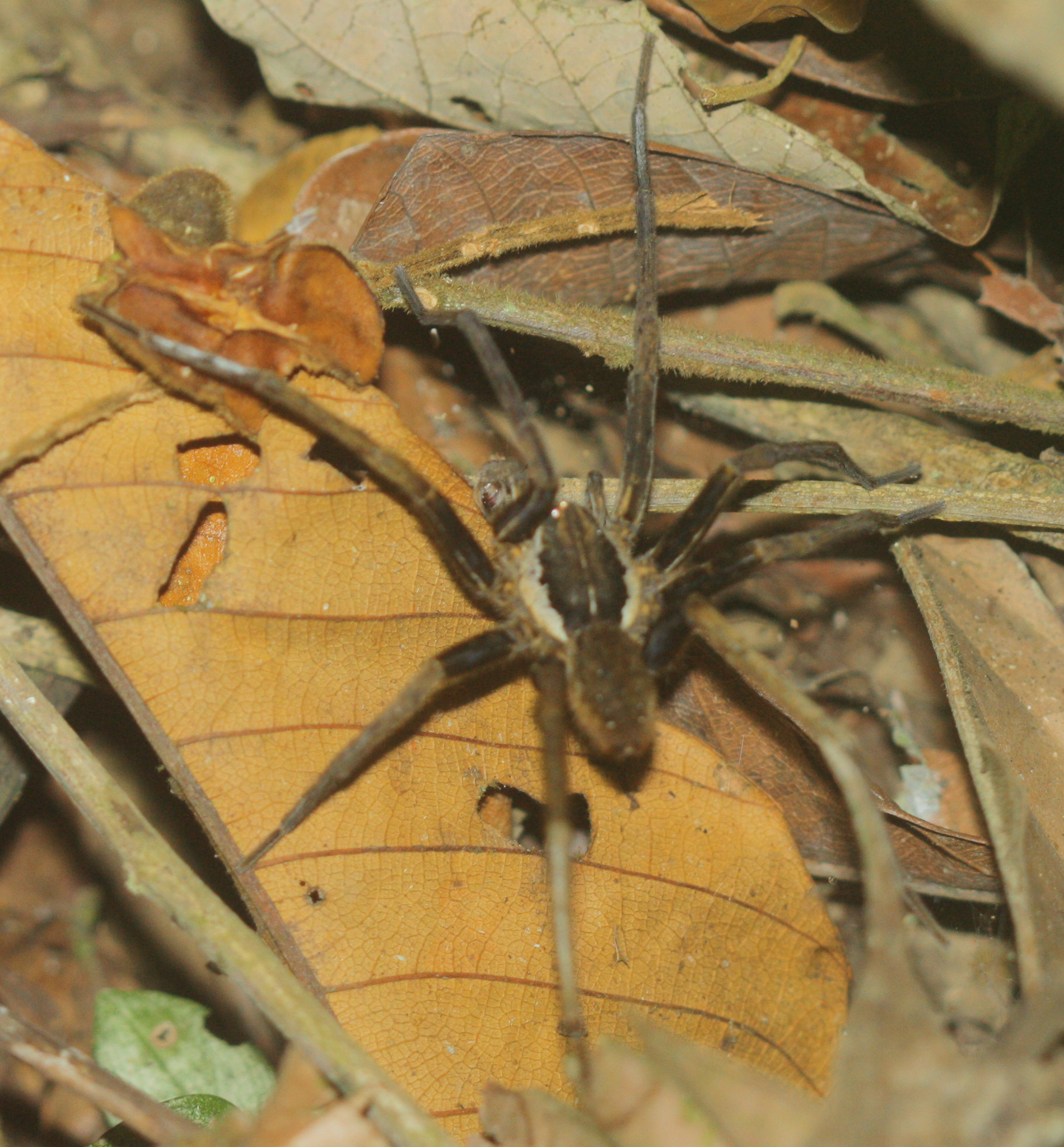
Rückansicht

#### Einzelnes Männchen
Ein 2000 von Höfer und Brescovit im Rahmen einer Revision der Riesenfischerspinnen (Ancylometes) untersuchtes und ursprünglich nahe der gelegenen Stadt Manaus im brasilianischen Bundesstaat Amazonas gefundenes sowie seit 1987 im Staatlichen Museum für Naturkunde Karlsruhe gelagertes Männchen der Wasserjagdspinne ist insgesamt 21,0 Millimeter lang, wobei das 9,5 Millimeter breite Prosoma 11,2 Millimeter der Länge einnimmt. Der Clypeus des Individuums ist 0,75 Millimeter lang. Dieses Männchen hat einen braunen Carapax mit breiten seitlichen weißen Bändern, während die Augenregion von weißen Setae umgeben ist. Die Cheliceren besitzen weiße Setae nahe der Basis. Sie verfügen über je 3 pro- (vorne randseitige) und 3 oder 4 retromarginale (innen randseitige) Zähne, dabei ist der dritte in der Reihe, sofern überhaupt vorhanden, sehr klein. Die Beine und das Opisthosoma dieses Exemplars sind gelbbraun gefärbt.
| Gemessener Bereich                 | Wert |
| ---------------------------------- | ---- |
| Durchmesser der Augen              |      |
| Anterior median                    | 0,45 |
| Anterior lateral                   | 0,35 |
| Posterior median                   | 5,5  |
| Posterior lateral                  | 0,6  |
| Abstand der Augen                  |      |
| Anterior median zueinander         | 0,35 |
| Anterior median-Anterior lateral   | 0,4  |
| Posterior median zueinander        | 0,15 |
| Posterior median-Posterior lateral | 0,5  |
| Anterior median-Posterior lateral  | 1    |
| Anterior median-Posterior median   | 0,25 |
| Maße des medianen Augenvierecks    |      |
| Länge                              | 1,3  |
| Anteriore Breite                   | 1,2  |
| Posteriore Breite                  | 1,35 |

| Beinpaar | Femur | Patella (Glied zwischen Femur und Tibia) | Tibia | Metatarsus | Tarsus | Gesamtlänge |
| -------- | ----- | ---------------------------------------- | ----- | ---------- | ------ | ----------- |
| 1        | 12    | 5,7                                      | 11,7  | 11,2       | 6,6    | 47,5        |
| 2        | 11,4  | 5,5                                      | 10,3  | 10,3       | 6      | 43,5        |
| 3        | 10    | 4,3                                      | 8,8   | 10         | 5,1    | 38,5        |
| 4        | 12    | 5                                        | 11,2  | 14,3       | 6      | 48,5        |

| Beinpaar   | Femur                      | Patella | Tibia                                | Metatarsus                                | Tarsus |
| Pedipalpen | p1, r1, d1-1-1             | p1      | p1-1, r1                             | -                                         | -      |
| 1          | p1-1-1-1, r1-1-1, dl1-1    | p1, r1  | v2-2-2-2, p1-1, r1-1, d1-1-1         | v2-2-1, pl-1-1, rl-1-1                    | -      |
| 2          | p1-1-1-l, r1-1-1, dl1-1    | p1, r1  | v2-1-1-1-1-1-2, p1-1, r1-1-1, d1-1-1 | v2-2-1, pl-1-1, rl-1-1                    | -      |
| 3          | p1-1-1-1, r1-1-1-1, dl-1-1 | p1, r1  | v2-2-2, p1-1, r1-1, d1-1-1           | v2-2, p1-1-1-1, r1-1-1, d1-1-1-2          | v4-9   |
| 4          | p1-1-1, r1-1-1, dl-1-1     | p1, r1  | v2-2-2, p1-1, r1-1, d1-1-1           | v2-1-1-1-1-2, p1-1-1-1, r1-1-1, d 1-1-1-2 | v4-9   |

Legende:
- d = dorsal
- p = prolateral (vorne seitlich)
- r = retrolateral (hinten seitlich)
- v = ventral (unten)

#### Einzelnes Weibchen
Ein ebenfalls von Höfer und Brescovit während der Revision der Riesenfischerspinnen (Ancylometes) untersuchtes und ebenfalls einst in Manaus gefundenes sowie seit 1981 im Staatlichen Museum für Naturkunde Karlsruhe befindliches Weibchen der Wasserjagdspinne ist insgesamt 26 Millimeter lang. Dabei fallen auf das Prosoma 13,4 Millimeter, das außerdem 10,8 Millimeter breit ist. Der Clypeus misst bei dem Exemplar eine Länge von 0,85 Millimetern. Dieses Weibchen ist nahezu gleichmäßig hellbraun, die Femora jedoch fleckig braun gefärbt. Die Cheliceren haben hier wie bei dem einzelnen Männchen jeweils 3 promarginale und 4 retromarginale Zähne, von denen der dritte ähnlich wie bei dem Männchen sehr klein, jedoch deutlich vorhanden ist.
| Gemessener Bereich                 | Wert |
| ---------------------------------- | ---- |
| Durchmesser der Augen              |      |
| Anterior median                    | 0,5  |
| Anterior lateral                   | 0,4  |
| Posterior median                   | 0,6  |
| Posterior lateral                  | 0,7  |
| Abstand der Augen                  |      |
| Anterior median zueinander         | 0,35 |
| Anterior median-Anterior lateral   | 0,35 |
| Posterior median zueinander        | 0,3  |
| Posterior median-Posterior lateral | 0,6  |
| Anterior median-Posterior lateral  | 1    |
| Anterior median-Posterior median   | 0,4  |
| Maße des medianen Augenvierecks    |      |
| Länge                              | 1,6  |
| Anteriore Breite                   | 1,3  |
| Posteriore Breite                  | 1,5  |

| Beinpaar | Femur | Patella | Tibia | Metatarsus | Tarsus | Gesamtlänge |
| -------- | ----- | ------- | ----- | ---------- | ------ | ----------- |
| 1        | 11,1  | 5,2     | 9,8   | 8,1        | 4,8    | 39,5        |
| 2        | 10,1  | 5,2     | 8,5   | 7,4        | 4,1    | 36          |
| 3        | 9     | 5       | 7,6   | 8,1        | 3,7    | 34          |
| 4        | 11,5  | 5,6     | 10,6  | 13,5       | 5,2    | 47          |

| Beinpaar   | Femur                        | Patella | Tibia                      | Metatarsus                             | Tarsus   |
| Pedipalpen | p1, r1, d1-1-2               | p1      | p1-1, r1                   | -                                      | p2-1, r1 |
| 1          | p1-1-1-(1), rl-1-1, d1-1-1   | -       | v2-2-2-2, p1-1             | v2-2-1, 1, r1                          | -        |
| 2          | p1-1-1-(1), rl-1-1, d1-1-1   | -       | v2-2-2-2, p1-1             | v2-2-1, 1, r1                          | -        |
| 3          | p1-1-1-1, r1-1-1, d1-1-1-(1) | p1, r1  | v2-2-2, p1-1, r1-1, d1-1-1 | v2-2-2, p1-1-1, r1-1-1, d1-2-2         | v8-12    |
| 4          | p1-1-1-1, r1-1-1, d1-1-1-(1) | p1, r1  | v2-2-2, p1-1, r1-1, d1-1-1 | v2-1-1-1-1-2, p1-1-1, r1-1-1, d2-1-1-2 | v8-12    |

### Genitalmorphologische Merkmale
Die Länge der Pedipalpen (umgewandelte Extremitäten im Kopfbereich) vom Männchen der Wasserjagdspinne mitsamt der Bulbi (männlichen Geschlechtsorgane) beläuft sich innerhalb der Populationen in Amazonas und Roraima auf 3,28 ± 0,03 bis 3,67 ± 0,54 Millimeter. Bei dem von Höfer und Brescovit untersuchten Männchen ist das Cymbium (erstes und vorderstes Sklerit, bzw. Hartteil) von jedem der beiden Bulbi 4 Millimeter lang und 2,3 Millimeter breit. Die Bulbi besitzen je eine für die Riesenfischerspinnen (Ancylometes) typische mediane Apophyse (Fortsatz), die bei dieser Art innerhalb der gleichen Populationen 1,15 ± 0,07 bis 1,29 ± 0,11 Millimeter lang wird. Bei dem von Höfer und Brescovit analysierten Männchen ist sie 1,4 Millimeter lang. Die Tibien der Pedipalpen haben je eine weitere gebogene ventrale sowie eine schwarze laterale Apophyse. Der Embolus (drittes und letztes Sklerit eines Bulbus) ist an der Basis breit und besitzt einen abgerundeten, rechteckigen Membranlappen und einen kleinen Knoten, der zu dem Lappen gerichtet ist. Der Membranlappen bedeckt im Gegensatz zu denen anderer Arten der Gattung nicht die Basis der Medianapophyse. Der Embolus ist überwiegend halbkreisförmig und endet fadenförmig unterhalb der Spitze des Cymbiums, während sein medianer Bereich im Konduktor (den Embolus führenden und stützenden Fortsatz) eingebettet ist. Auf der gegenüberliegenden Seite des Konduktors befindet sich eine hammerartige mediane Apophyse mit innerer Ausbuchtung.
Die für die Riesenfischerspinnen typische mediane Platte der Epigyne (weibliches Geschlechtsorgan) ist bei der Wasserjagdspinne schmal und dreieckig geformt und mit einer charakteristischen zentralen, jedoch hervorstehenden Ausstülpung versehen. Sie ist innerhalb der Populationen in Amazonas und Roraima 1,19 ± 0,08 bis zu 1,39 ± 0,13 Millimeter lang. Die Epigyne des von Höfer und Brescovit analysierten Weibchens weist eine Länge von 1,5 und eine Breite von 1,1 Millimetern auf. Ihre Eingänge sind anterior angelegt und die Kopulationsgänge breit und gerade verlaufend. Sie reichen in ventraler Richtung bis zu den Spermatheken (Samentaschen), die selber weit auseinander angelegt sind.

## Verbreitung und Lebensräume

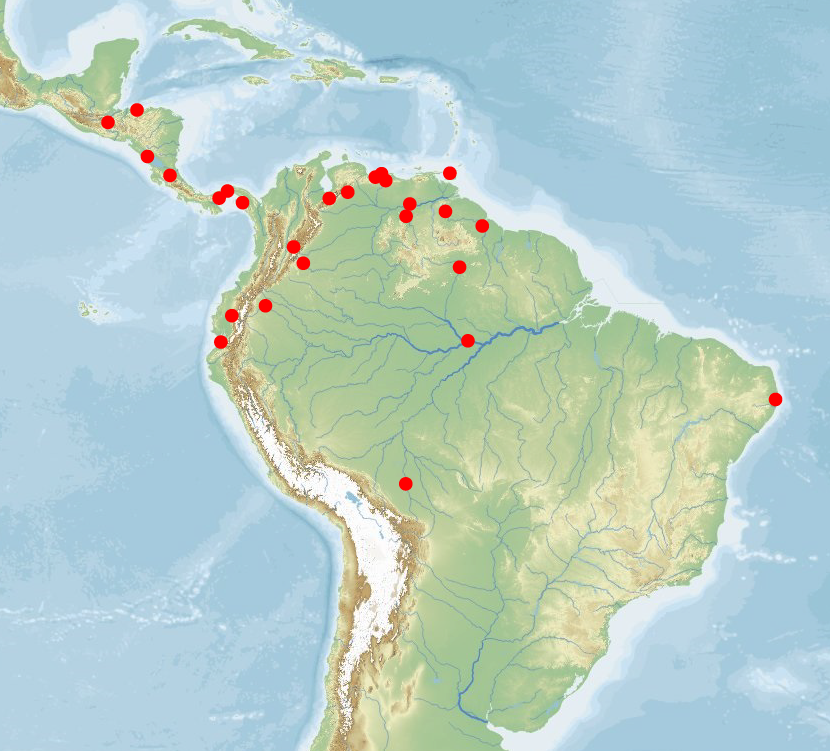
Nachweiskarte der Wasserjagdspinne nach Hubert Höfer und Antonio Domingos Brescovit (2000)

Das Verbreitungsgebiet der Wasserjagdspinne umfasst Mittel- den nordwestlichen Teil Südamerikas. Innerhalb dieses Gebiets reicht es von Honduras bis nach Bolivien. Als Habitat (Lebensraum) dient soweit bekannt insbesondere die Wasservegetation in Schwarz- und Weißwasserflüsse, wo die Spinne semi- oder aquatische Makrophyten wie Süßgräser (Poaceae) der Gattung Paspalum bewohnt. Daneben kommt die Art in Überflutungswäldern bei Schwarz- und Weißwasserflüssen vor.

## Lebensweise

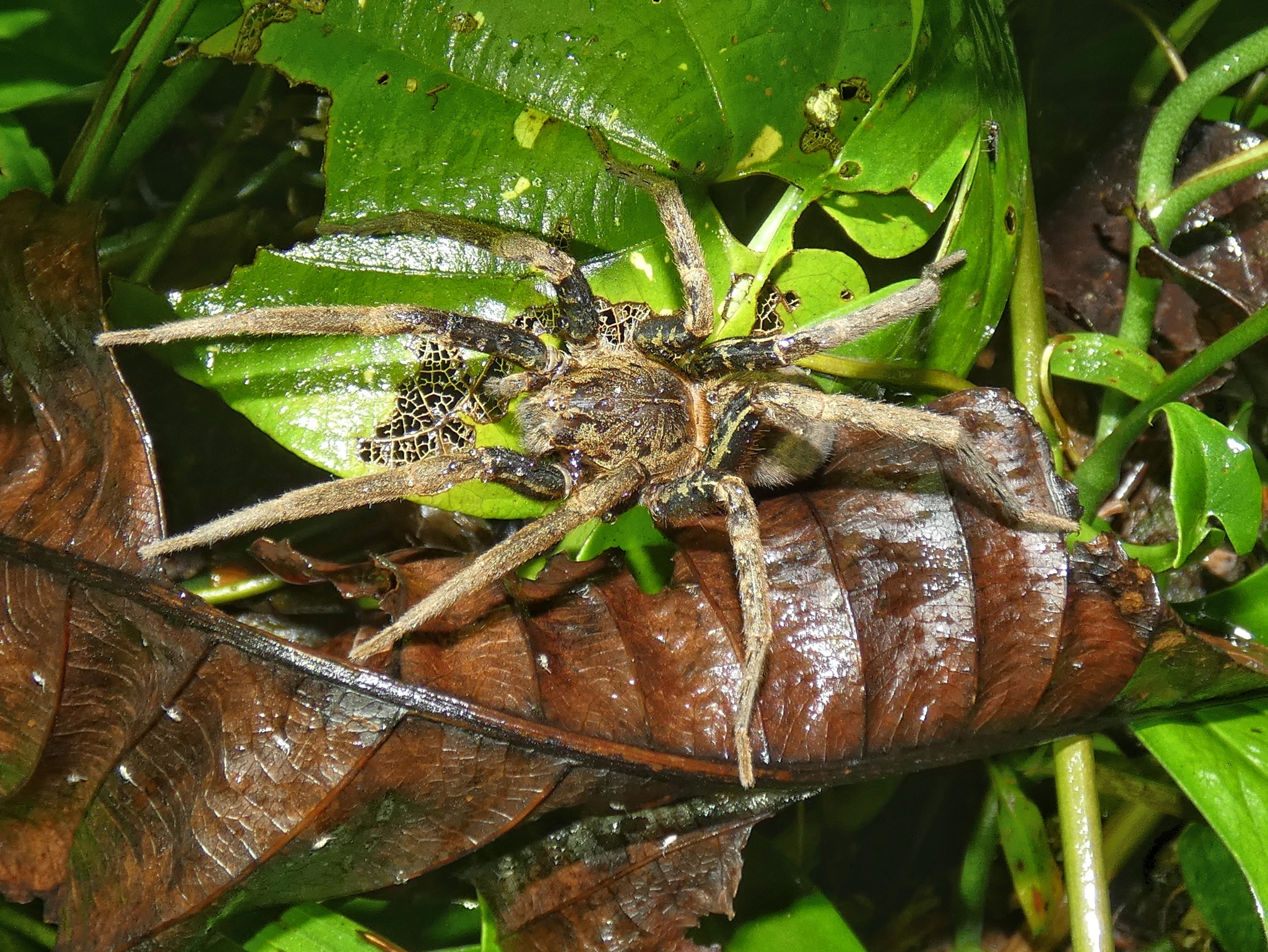
Weibchen in der Vegetation

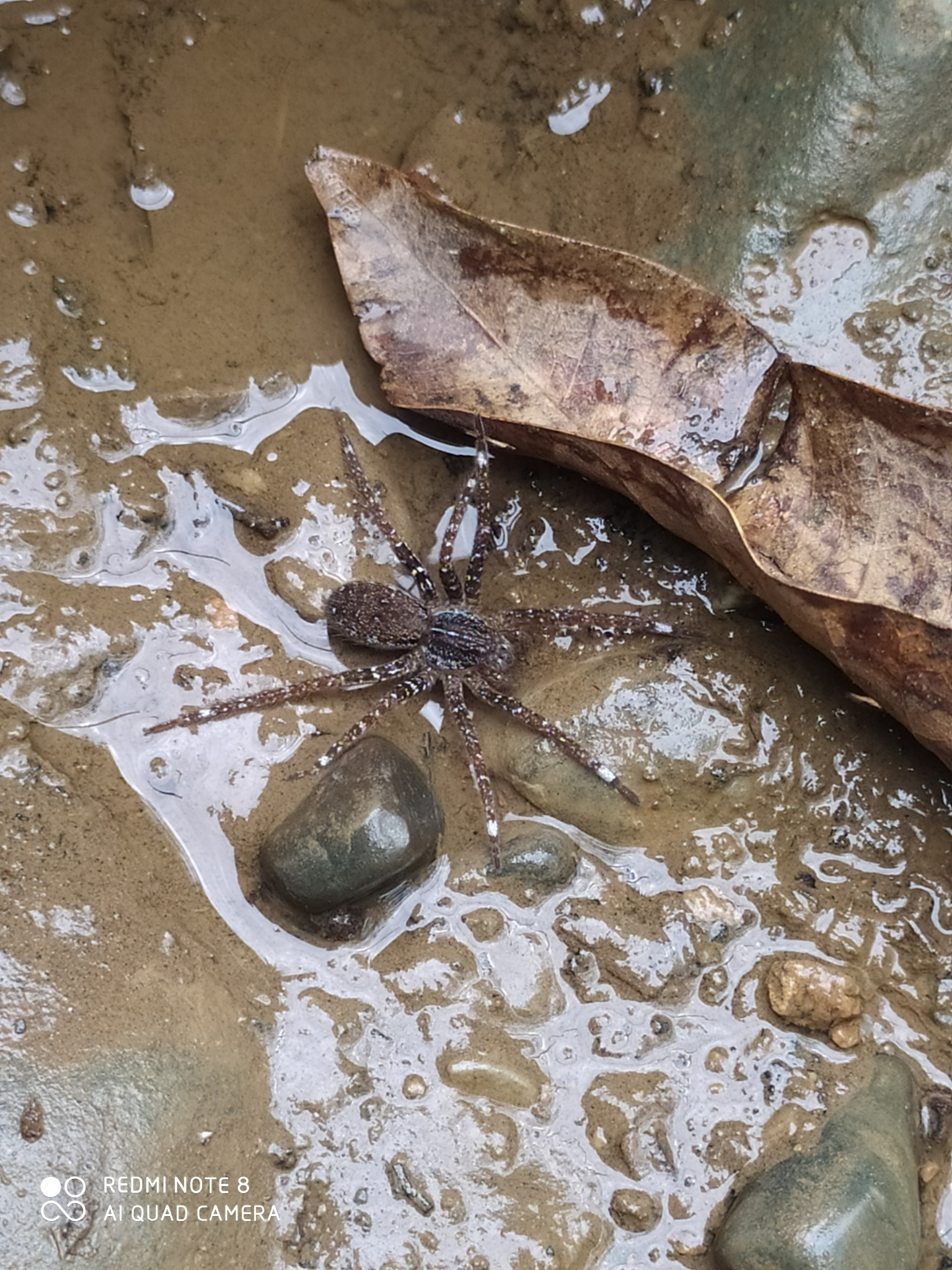
Weibchen bei einem Gewässer

Die Wasserjagdspinne ist wie alle Kammspinnen (Ctenidae) nachtaktiv und verbirgt sich am Tag wie andere Vertreter der Riesenfischerspinnen (Ancylometes) in verschiedenen Spalten. In der Nacht kommt die Art dann hervor und zeigt wie andere der Gattung starke terrestrische (bodenbewohnende) Tendenzen. Insgesamt ist die Spinne aufgrund ihrer semiaquatischen Lebensweise auch wie ihre gattungsverwandten Arten sehr an Gewässer gebunden und kommt nur in deren Nähe vor. Eine ähnliche Biologie vollführen auch weitere mit den Arten der Riesenfischerspinnen einschließlich der Wasserjagdspinne nicht näher verwandte Spinnen, etwa die Uferjäger (Dolomedes), die Piratenspinnen (Pirata) und die Wasserspinne (Argyroneta aquatica).

### Fortbewegung
Es ist der Wasserjagdspinne möglich, sich sowohl problemlos an Land als auch im Wasser aufzuhalten. Dabei kann die Spinne sich auf der Wasseroberfläche fortbewegen als auch unter Wasser tauchen. Die Möglichkeit, sich im Wasser aufhalten zu können, verdankt die Art wie andere Spinnen oder auch Insekten mit einer semi- oder aquatischen Lebensweise ihrer hydrophoben (wasserabweisenden) Cuticula (Außenhaut des Exoskeletts bzw. Außenpanzers) und den zahlreichen feinen Setae. Die Schwimmfähigkeit der Wasserjagdspinne und anderer Arten der Riesenfischerspinnen (Ancylometes) ähnelt der der Uferjäger (Dolomedes).

#### Fortbewegung an Land

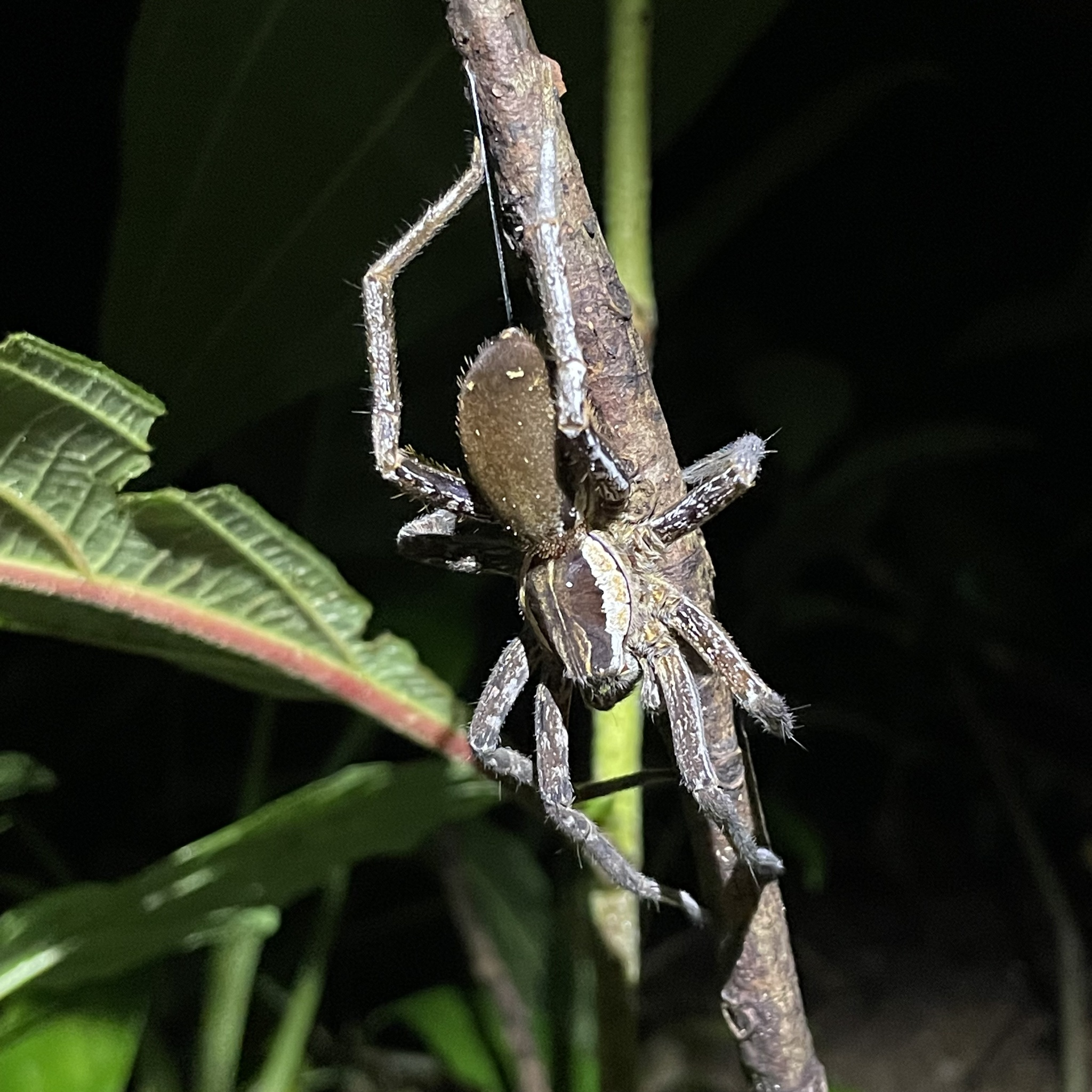
Sich an Land fortbewegendes Männchen mit gespanntem Sicherheitsfaden

Für die Fortbewegung an Land hebt die Wasserjagdspinne je ein Bein vom ersten, dritten, zweiten und letztendlich vom vierten Beinpaar nacheinander an und bewegen diese nach vorne, während die jeweils gegenüberliegenden Beine des Paares am Boden bleiben. Eine einzelne dieser sich wiederholenden Fortbewegungssequenzen dauert gut 3 Sekunden. Die Laufgeschwindigkeit beträgt im Normalfall 2 cm/s. Gelegentlich wird beim Laufen das erste Beinpaar zum Tasten verwendet. Dann werden für den Lokomotionsrhythmus jeweils das zweite, das vierte und anschließend das dritte Beinpaar verwendet, die Art und Weise der Fortbewegung bleibt anderweitig unverändert.

#### Fortbewegung auf dem Wasser

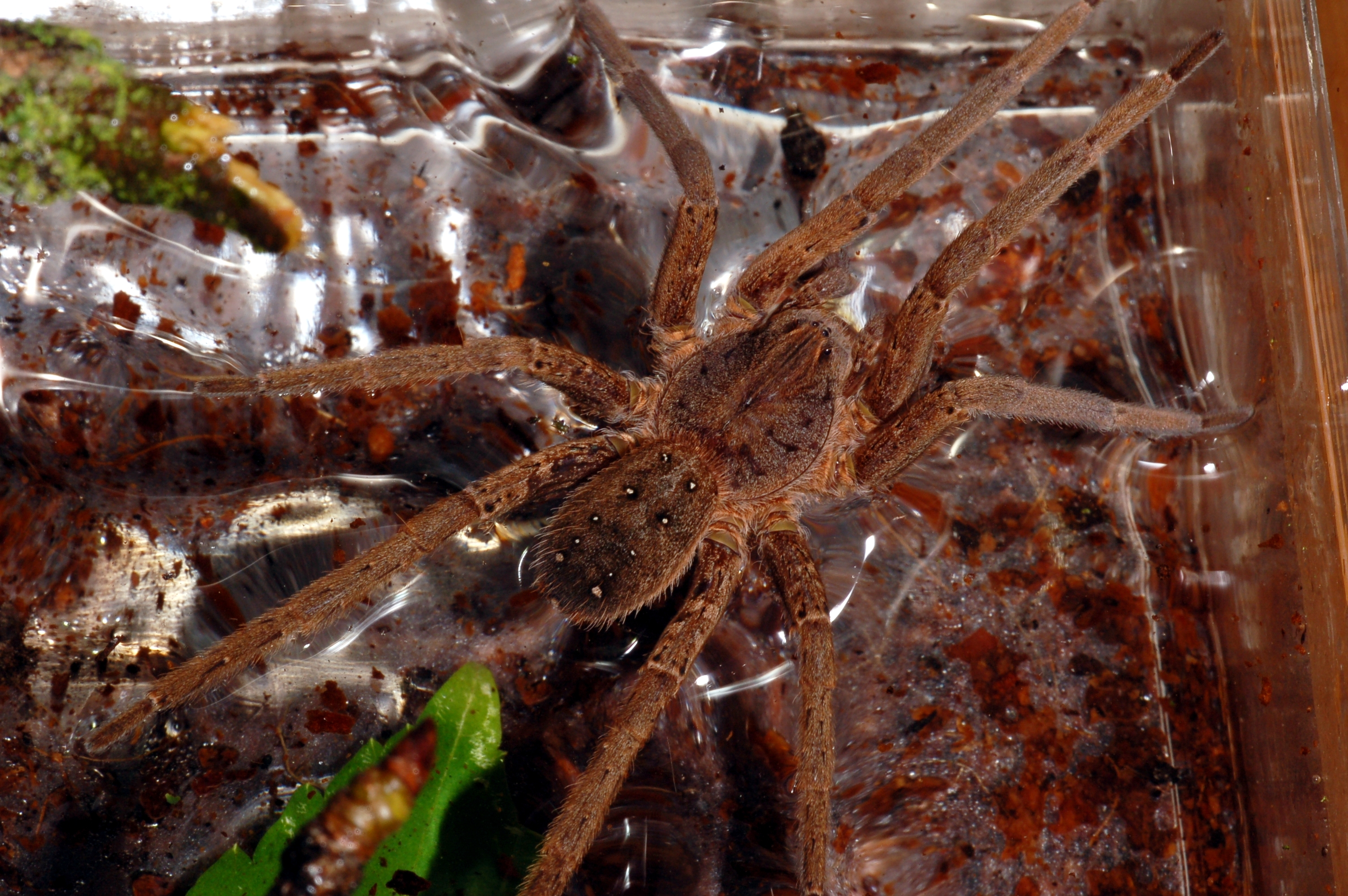
Auf der Wasseroberfläche schwimmendes Weibchen

Neben ihren hydrophoben Eigenschaften kann die Wasserjagdspinne aufgrund ihres geringen Gewichts auf der Wasseroberfläche verweilen, was auch durch die Oberflächenspannung von Wasser begünstigt wird. Auf der Wasseroberfläche befindlich spreizt die Spinne ihre Beine weit aus, um dort ihr Körpergewicht auf eine größere Fläche zu verteilen. Jungtiere bis zur zweiten Fresshaut (Häutungsstadium) kommen lediglich an den Tarsen mit der Wasseroberfläche in Berührung, während alle fortgeschritteneren Stadien einschließlich der ausgewachsenen Individuen aufgrund ihres höheren Gewichts mit dem gesamten Körper auf dem Wasser aufliegen müssen.
Die Fortbewegung auf dem Wasser seitens der Wasserjagdspinne geschieht durch Ruderbewegungen. Die Wasseroberfläche wird durch die auf dieser aufliegenden Spinne im Bereich ihres Körpers leicht nach unten eingewölbt. Das erste und das vierte Beinpaar sind dabei ausgestreckt und kommen nahezu durchgehend mit dem Wasser in Berührung. Lediglich die Tarsen des vierten Beinpaares verbleiben Winkel von ca. 45° schräg nach oben gebogen. Das zweite und das dritte Beinpaar dienen dann der Fortbewegung. Für diese bewegt die Spinne hintereinander jeweils das dritte und dann das zweite Beinpaar nach vorne und setzt es dann auf, ehe das beanspruchte Bein dann nach hinten bewegt wird. Letzteres Beinpaar führt diese Bewegungen verzögert aus. Anders als bei der Fortbewegung an Land werden beim Gleiten auf dem Wasser jeweils beide Beine eines Paares simultan bewegt. Im Falle einer Richtungsänderung durch Rudern kommen auch die übrigen Beinpaare zum Einsatz, wobei die Bewegungen dann nicht simultan erfolgen. Das Weibchen der Art bewegt sich mit 13 cm/s auf der Wasseroberfläche schneller fort als das Männchen mit 7,25 cm/s.
Das Männchen der Wasserjagdspinne kann sich zusätzlich springend auf der Wasseroberfläche fortbewegen. Dafür beugt es während des Springens die drei vorderen Beinpaare, wobei die jeweiligen Beine beim ersten Paar zwischen den Patellae und den Tibien und die beiden anderen zwischen den  zwischen Trochantern (Schenkelringen) und den Femora gebeugt werden. Das vierte Beinpaar verbleibt gestreckt. Dabei werden Geschwindigkeiten von bis zu 26 cm/s erreicht. Beim Sprung wird das erste Beinpaar weiter unter den Körper gezogen, während die beiden anderen gebeugt bleiben und vor dem Aufsetzen auf der Wasseroberfläche streckt das Männchen dann alle Beine vom Körper weg. Ein einzelner Sprung dauert gut 200 Millisekunden. Folgt kurz nach einer Störung eine weitere, reduzieren sich die Anzahl der Sprünge und deren Höhe. Diese auch als „galloping“ oder „running“ bezeichnete Art der Fortbewegung dürfte vor allem dem Entkommen von Prädatoren (Fressfeinden) wie Fröschen dienen. Dem Weibchen der Spinne dürfte diese Fähigkeit aufgrund seines höheren Körpergewichts verwehrt bleiben. Es rudert stattdessen schneller von einem potentiellen Gefahrenbereich davon.

#### Tauchfähigkeit
Die Tauchfähigkeit der Wasserjagdspinne wird durch die Setae ermöglicht. Zwischen diesen werden Hohlräume mit Luftvorräten angelegt, die die Spinne unter Wasser mit Sauerstoff versorgen. Dafür klettert die Art etwa an Uferböschungen bis zu 10 Zentimeter unter der Wasseroberfläche ab. Das Abtauchen geschieht somit im Gegensatz zu den Uferjägern (Dolomedes) bei der Wasserjagdspinne nicht freischwimmend. Diese Fähigkeit dürfte sowohl der Flucht vor Prädatoren als auch der Regulierung der Körpertemperatur dienen. Die Art kann dabei nachweislich bis zu 2,5 Stunden unter Wasser verbleiben, womit sie dort deutlich länger als andere tauchfähige Spinnen wie die Sechspunkt-Jagdspinne (Dolomedes triton) verweilen kann.

### Jagdverhalten und Beutespektrum

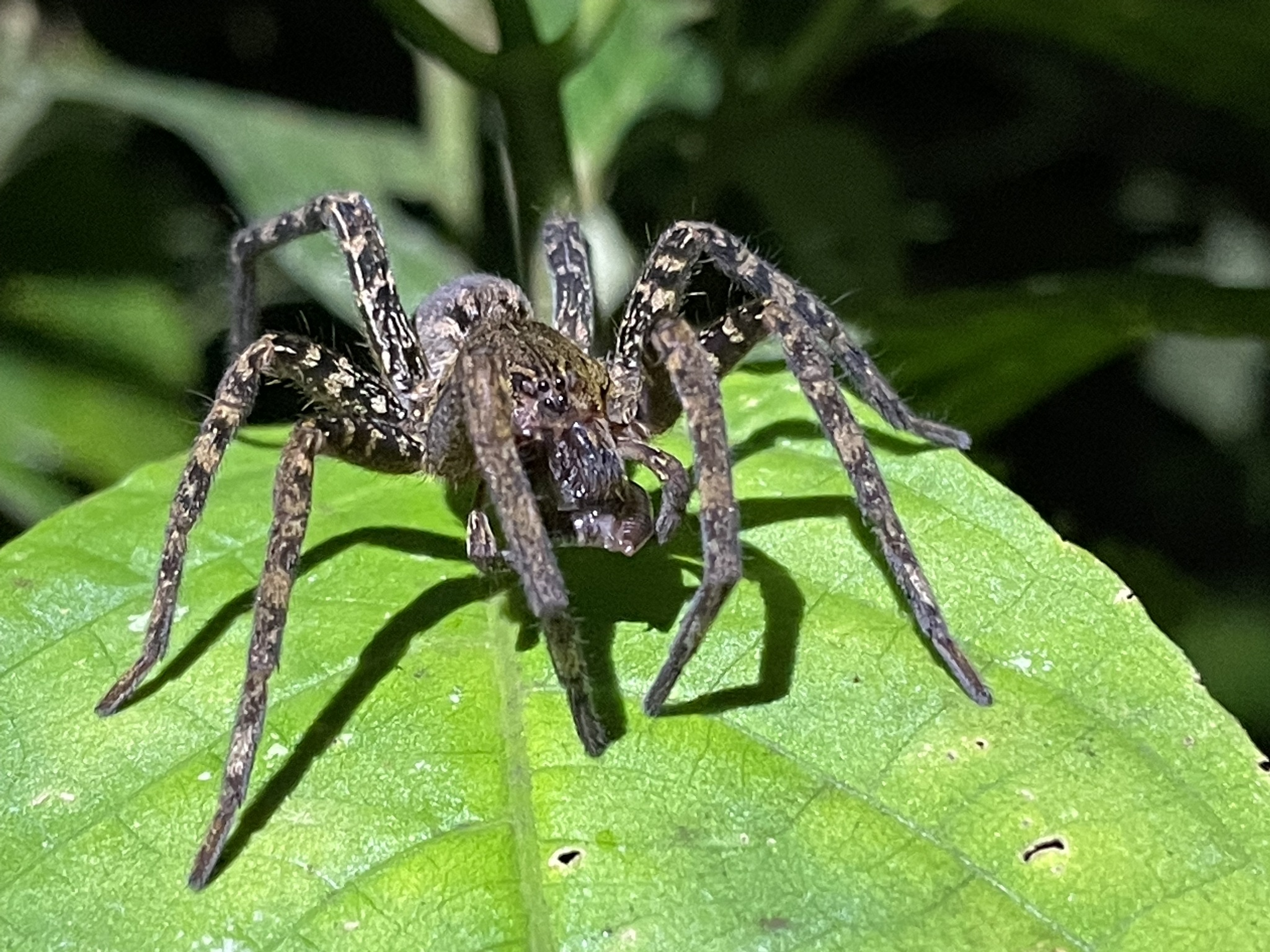
Weibchen mit Beute

Die Wasserjagdspinne lebt wie alle Spinnen räuberisch und erlegt wie für Kammspinnen typisch Beutetiere als freilaufender Lauerjäger und demzufolge ohne Spinnennetz. Dabei kann sie wie auch die anderen Arten der Riesenfischerspinnen (Ancylometes) sowohl an Land als auch im Wasser auf Jagd gehen. An Land verweilt die Art mit ausgespreizten Beinen reglos und ergreift blitzartig Beutetiere, sobald diese in Reichweite gelangen. Gelegentlich werden bewegungsfreudigere Beuteobjekte aktiv verfolgt.
Im Wasser lauert die Spinne am Gewässerrand und nimmt eine charakteristische Lauerhaltung ein, bei der die beiden vorderen fächerförmig vom Körper abgespreizten Beinpaare im Bereich der Tarsen mit der Wasseroberfläche in Berührung kommen, während die beiden hinteren zur Stabilisierung dienen. Diese positioniert die Art dafür am Ufer, wobei die Stabilisierung durch einen gespannten Sicherheitsfaden erhöht wird. Ab und an unterbricht die Spinne das Verharren in dieser Position und läuft langsam seitwärts in der gleichen Position verbleibend am Wasserrand entlang. Durch ihre nachtaktive Lebensweise verbleibt die Wasserjagdspinne am Tag verborgen in schattigen, halbdunklen Bereichen von Gewässerrändern. In der Nacht kommt die Art dann hervor und nimmt nach einer etwa 10 Minuten andauernden Untersuchung des Jagdgebiets sowie einer Körperreinigung die beschriebene Lauerstellung ein.
Beutetiere werden von der Wasserjagdspinne im Wasser anhand den von ihnen ausgehenden Bewegungen im Wasser mithilfe der Trichobothria (Tastsetae) registriert. Der Beutezugriff erfolgt hier wie an Land blitzartig. Dabei kann die Spinne sowohl auf Beutetiere auf der Wasseroberfläche stürzen als auch diese unmittelbar unter Wasser ergreifen. Bei einer 2007 von Frank Brzostowicz und Hartmut Greven in Gefangenschaft durchgeführten und beschriebener Erbeutung eines Dreifarbigen Jamaikakärpfling (Limia melanogaster) seitens eines Individuums der Wasserjagdspinne wurde dieser von dem Jäger blitzartig mit allen Beinen ergriffen, sodass die Spinne einen Fangkorb bildete. Sobald ein mittels der Cheliceren verabreichter Giftbiss das Beuteobjekt gelähmt hat, zog die Spinne mitsamt diesem das Land auf und verzehrte das Beutetier dort. Das Jagdverhalten der Art ähnelt demnach ebenfalls dem der Uferjäger (Dolomedes).
Insgesamt ist die Wasserjagdspinne ein opportunistischer Räuber und demzufolge euryphag (nicht auf bestimmte Nahrung angewiesen). Eine Präferenz für im Wasser befindliche Beutetiere ist jedoch wie bei Uferjägern oder Piratenspinnen (Pirata) erkennbar. Erbeutet werden gerne Insekten, die auf die Wasseroberfläche geraten sind. Durch die Möglichkeit zur aktiven Beuteverfolgung bilden auch mobilere Gliederfüßer wie Nachtfalter oder andere Spinnen Beutetiere der Art. Kleinere Wirbeltiere wie Frösche oder Fische in passender Größe erweitern das Beutespektrum der Wasserjagdspinne.

### Reinigung
Bei der nach der Untersuchung des Jagdstandortes und vor der eigentlichen Jagd stattfindenden Körperreinigung der Wasserjagdspinne zuerst die Beine von den Patellae abwärts nacheinander durch die Chelizeren gezogen und schwer erreichbare Körperbereiche mit den zuvor eingespeichelten Pedipalpen abgerieben. Nach diesem Vorgang, der 20 Minuten andauert, nimmt die Spinne wieder ihre Lauerstellung ein.

### Lebenszyklus
Der Lebenszyklus der Wasserjagdspinne ist in die für Spinnen üblichen Phasen der Fortpflanzung, der Eiablage und des Heranwachsens der Jungtiere unterteilt. Er wurde vor allem in Gefangenschaft erforscht. Es wird vermutet, dass die Art jeweils zwei Generationen pro Jahr bildet.

#### Fortpflanzung
Das Fortpflanzungsverhalten der Wasserjagdspinne gliedert sich in folgende drei Phasen: das Aufsuchen eines weiblichen Geschlechtspartners seitens des Männchens, die Balz und die eigentliche Paarung. Es weist viele Parallelen zum Fortpflanzungsverhalten der Art Pisaurina mira aus der Familie der Raubspinnen (Pisauridae) auf.

##### Anlegen des Spermanetzes und Aufsuchen des Weibchens
Ein geschlechtsreifes Männchen der Wasserjagdspinne legt wie bei allen Spinnen zuerst ein Spermanetz an, das im Falle dieser Art an einer Seite an einem besonders starken Strang aus Spinnseide befestigt ist, und platziert dort einen Spermatropfen, der dann über die Bulbi aufgenommen wird. Anschließend begibt sich das Männchen auf die Suche nach einem ausgewachsenen Weibchen. Dieses kann das Männchen mithilfe von dessen Wegfäden ausfindig machen, die das Weibchen mit Pheromonen (Botenstoffen) versehen hat. Hat ein Männchen die Wegfäden eines Weibchens aufgespürt, so folgt es diesen und vollführt dabei rapide Vibrationen seines ersten Beinpaars von geringer Amplitude in Richtung des Weibchens sowie zeitgleich ein langsames Auf- und Abheben seiner Pedipalpen. In der Gegenwart eines Weibchens zeigt das Männchen eine deutlich erhöhte sexuelle Erregung und tastet mit seinen Bulbi den Untergrund ab.

##### Balz und Paarung
Ist das Männchen in die Nähe eines Weibchens gelangt, vollführt es ein Balzverhalten, bei der es sich zuerst frontal vor das Weibchen stellt und dann sein Opisthosoma auf- und abschwingt. Ist das Weibchen nicht paarungswillig, stürzt es sich auf das Männchen, das daraufhin versucht zu fliehen und verfolgt es auch über längere Distanzen. Gelingt es dem Weibchen dabei, das Männchen einzuholen, wird letzteres getötet.
Ist das Weibchen zur Paarung bereit, nimmt es gegenüber dem Männchen eine passive Haltung ein, indem es seine Beine so nah an den Körper rückt, dass sich die Patellae aller Beine über seinem Carapax fast in Berührung kommen. Dann rückt das Männchen mit vibrierendem ersten Beinpaar so vor, dass die cephalen Bereiche beider Geschlechtspartner sich einander berühren, ehe es auf das Weibchen klettert. Ist dies erfolgt, beginnt das Männchen umgehend Spinnfäden zwischen den distalen Enden der Tibien vom ersten Beinpaar des Weibchens zu festigen und rotiert daraufhin über dem Weibchen, um weitere ähnliche Fäden zwischen dem zweiten und dritten Beinpaar des Weibchens zu befestigen. Nachdem dieser erste und äußere Seidenring angelegt wird, folgt ein weiterer und weiter außen angelegter, den das Männchen an den Patellae aller Beine des Weibchens anlegt. Dabei arbeitet es sich von anteriorer Lage beginnend zur posterioren durch. Dieser Prozess dauert 15 bis 20 Minuten an. Bei der Art Pisaurina mira aus der Familie der Raubspinnen (Pisauridae) fixiert das Männchen auf ähnliche Art und Weise die Beine des Weibchens, wobei es hier anders als bei der Wasserjagdspinne die beiden vorderen Beinpaare des Weibchens sind, die eingesponnen werden.
Anschließend dreht das Männchen das nun gefesselte Weibchen zur Begattung auf die Seite. Die Paarung findet bei der Wasserjagdspinne wie bei freijagenden Echten Webspinnen (Araneomorphae) üblich in der hier jedoch abgeänderten Stellung III statt, bei der für gewöhnlich das Männchen über dem Weibchen befindlich ist und beide Geschlechtspartner in die entgegengesetzte Richtung blicken. Im Falle dieser Art weicht die Paarungsstellung von der Norm dadurch ab, dass die Beine des Weibchens aufgrund dessen Immobilisierung durch die Seidenringe des Männchens sich über seinem Carapax und somit unter dem Männchen befinden. Auch die Paarungsposition von P. mira ist leicht modifiziert, was jedoch wahrscheinlich mit der veränderten Ausgangsstellung zusammenhängt, da beide Geschlechtspartner dieser Art während der Paarung an je einem gespannten Spinnfäden hängen. Das Männchen der Wasserjagdspinne führt mehrmals abwechselnd seine Bulbi in die Epigyne des Weibchens ein. Die gesamte Kopulation dauert bei der Art im Regelfall wohl etwa 10 bis 15 Minuten an. Es wurden jedoch auch schon einminütige Begattungen bei der Wasserjagdspinne überliefert. Außerdem kann es vorkommen, dass das Weibchen seinem Geschlechtspartner einfach die Ventralfläche der linken oder rechten Hälfte von der Epigyne zuwendet.

##### Eiablage und Kokonbau

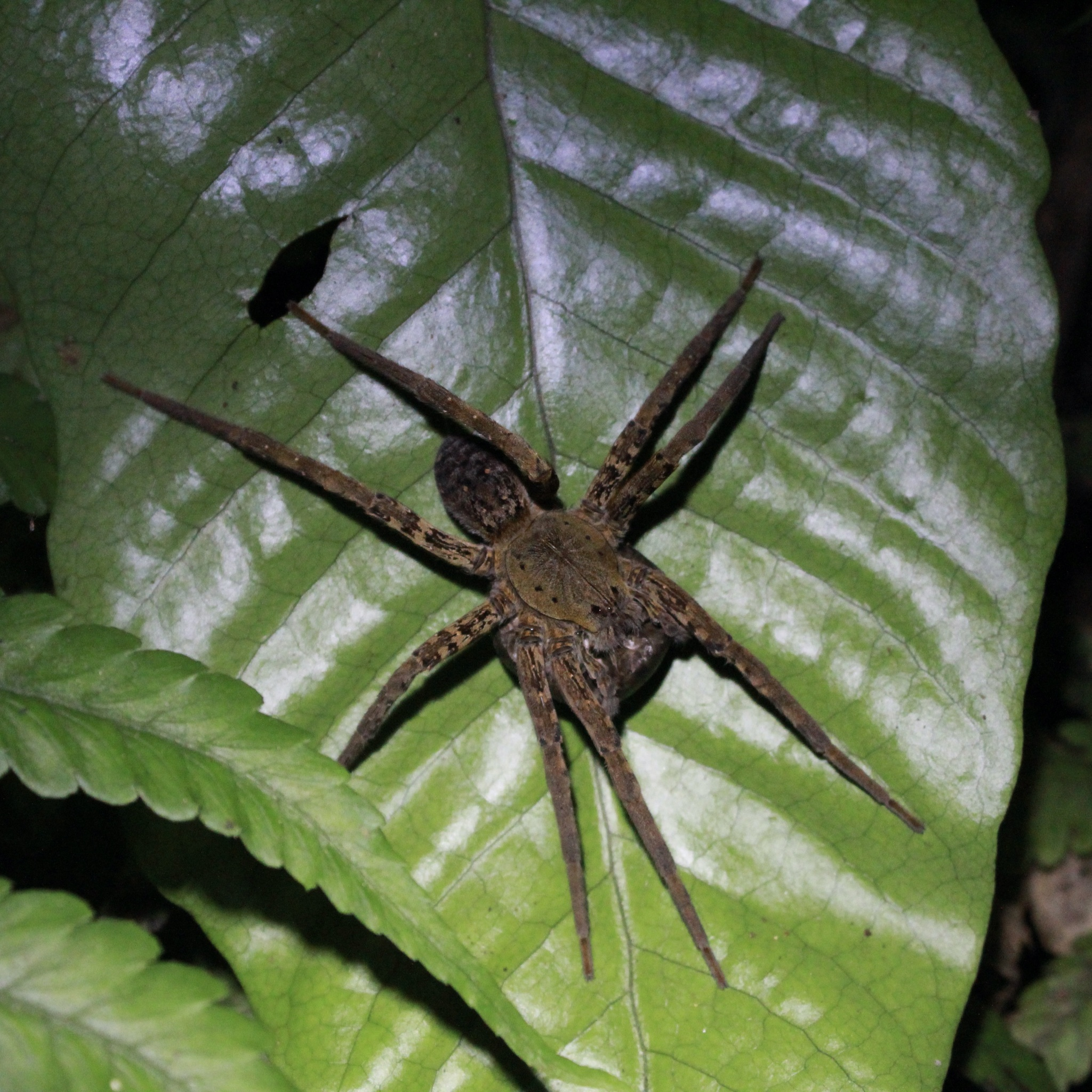
Weibchen mit Eikokon

Ein begattetes Weibchen der Wasserjagdspinne kann nachweislich zumindest unter Laborbedingungen bis zu drei Eikokons produzieren, was 1988 von Peter Merrett beschrieben wurde. Dafür wurden unter diesen Bedingungen die Prozesse der Eiablage und des Kokonbaus anhand von drei Weibchen dokumentiert, wobei lediglich eines davon drei und die beiden anderen lediglich zwei Eikokons fertigten. Dabei betrug das zeitliche Intervall zwischen der Paarung und dem Anfertigen des ersten Kokons 13 bis 24 und im Durchschnitt 17,7 Tage, während nach diesem Prozess weitere 19 bis 28 sowie im Durchschnitt 22,7 Tage vergingen, bis aus diesem Eikokon die Jungtiere schlüpften. Die Zeitspanne zwischen dem Schlupf der Jungtiere aus dem ersten Kokon und dem Anlegen des zweiten Eikokons belief sich auf 31 bis 34 Tage, während zwischen dem Schlupf dieser Nachkommen und der Produktion des dritten Kokons weitere 45 Tage verstrichen. Laut Merret hat ein Eikokon der Spinne die Gestalt einer abgeflachten Scheibe mit einem Durchmesser von etwa 15 bis 18 Millimetern mit einer konvexen Oberseite aus harter, dicker und violettbrauner Seide sowie einer flachen oder leicht ausgehöhlten, weicheren, blassen Unterseite aus dünner Seide, durch der die Eier zu erkennen sind.
Das Weibchen der Wasserjagdspinne betreibt wie für Wolfspinnenartigen (Lycosoidea) üblich Brutpflege und hält wie das anderer Arten der Riesenfischerspinnen (Ancylometes) und ähnlich nach Eigenart der Raubspinnen (Pisauridae) den Kokon an den Cheliceren angeheftet und mit den Pedipalpen gestützt unter sich her. Auch fertigt es ein Brutgespinst, in dem es den Eikokon deponiert. Es entfernt sich jedoch im Gegensatz zu den Weibchen der Raubspinnen, die auch noch über längere Zeit ihren Nachwuchs bewachen, unmittelbar nach dem Schlupf seiner Nachkommen vom Brutgespinst.

##### Schlupf und Heranwachsen der Jungtiere
Merrett zählte etwa 300 bis 400 Jungtiere, die aus je einem einzelnen Eikokon der Wasserjagdspinne schlüpften. Sie blieben in der Versuchsreihe für 1 bis 2 Tage lang ziemlich dicht beieinander in ihrem Brutgespinst, ehe sie sich häuteten und begannen, sich voneinander zu trennen und sich durch Abseilen über gespannte Fäden auszubreiten. Die durchschnittliche Dauer von jeder der darauf folgenden Fresshäute (Häutungsstadien) nach der jeweils ersten, ab der die Jungtiere eigenständig heranwuchsen, betrug 9,8 Tage. Danach verlängerte sich dieses zeitliche Intervall zwischen den Stadien auf 3 bis 4 Wochen. Die Geschlechtsreife erreichten die Männchen in Merretts Versuchsreihe im Regelfall nach 13 und die Weibchen nach 14 Fresshäuten innerhalb einer Dauer von 205 bis 230 Tagen nach dem Schlupf des jeweiligen Individuums. Die Dauer des kompletten Lebenszyklus von Eiablage zu Eiablage nahm in der Versuchsreihe also etwa 8½ Monate in Anspruch. Konkrete Angaben zur Lebenserwartung der Wasserjagdspinne liegen nicht vor. Die Gesamtdauer des Lebenszyklus in Merretts Analysen lässt auch die vermutete Anzahl an Generationen pro Jahr bei der Art naheliegen, wo die Temperatur höher und das Angebot an Nahrung vielfältiger ausfallen.

## Systematik
Die Systematik der Wasserjagdspinne erfuhr seit ihrer 1877 von Eugen von Keyserling durchgeführten Erstbeschreibung mehrfach Änderungen. Der Artname bogotensis ist eine abgewandelte Zusammensetzung aus Kolumbiens Hauptstadt Bogotá und dem lateinischen gebundenem Lexem ensis für „darin lebend“. Er dürfte davon rühren, dass die Art in Bogotá erstmals entdeckt wurde.
Keyserling ordnete die Wasserjagdspinne anfangs der Gattung Ctenus unter der Bezeichnung C. bogotensis zu. Anschließend erhielt sie von verschiedenen Autoren unterschiedliche Bezeichnungen. Eugène Simon transferierte die Art erstmals 1889 unter der Bezeichnung A. palustris zu den Riesenfischerspinnen (Ancylometes), die heute gängige Bezeichnung A. bogotensis wurde erstmals 1907 von Embrik Strand angewandt. Seit einer weiteren 1964 seitens Sylvia Marlene Lucas getätigten Anwendung dieser Bezeichnung ist A. bogotensis die durchgehend genutzte für die Spinne.

## Wasserjagdspinne und Mensch

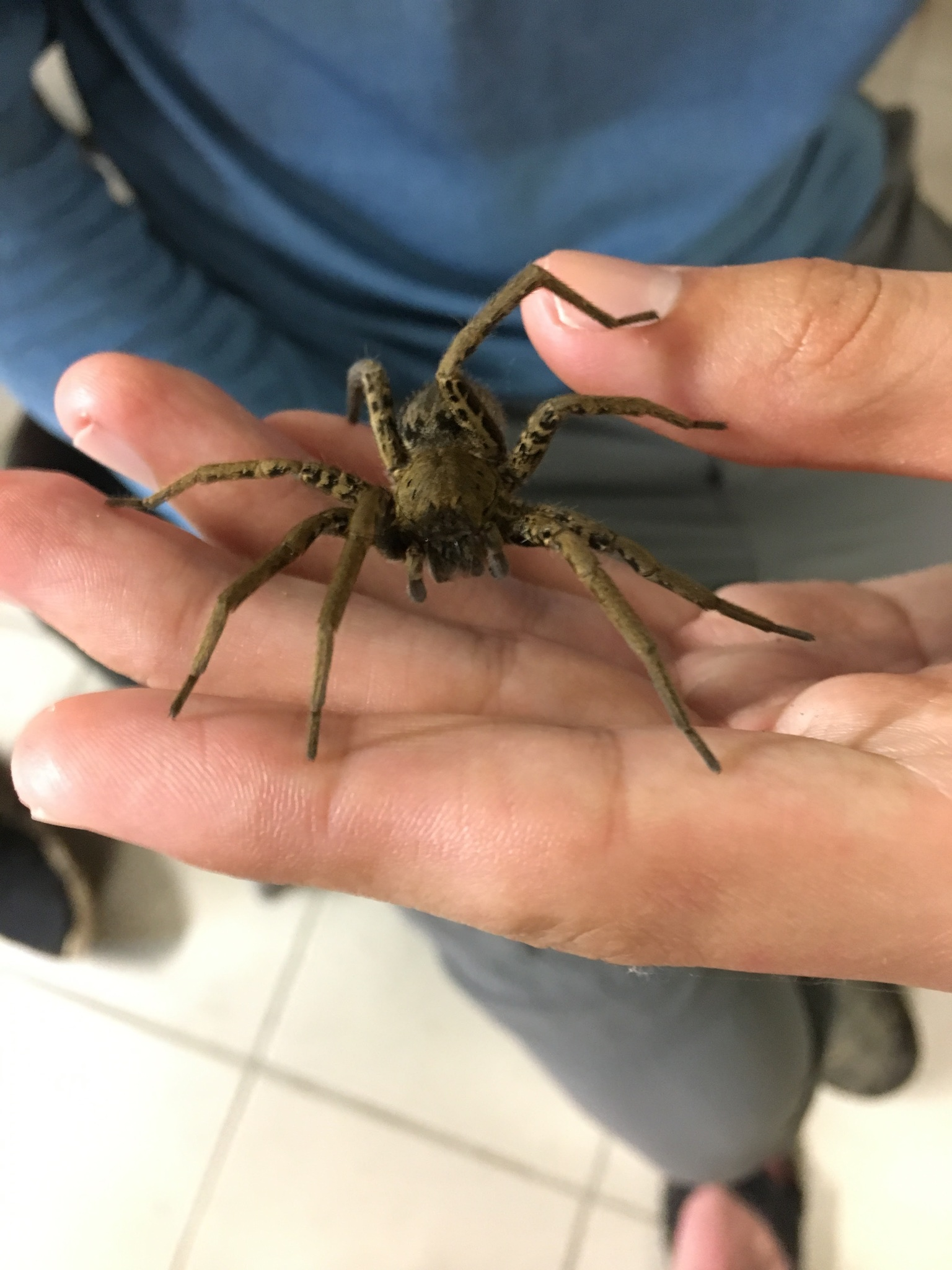
Weibchen auf der Hand

Für den Menschen ist die Wasserjagdspinne aufgrund ihrer Oberflächeneigenschaften ein wichtiges Forschungsobjekt für die Entwicklung wasserabweisender Materialien. Wegen ihrer Größe wird die Spinne nicht nur im Labor, sondern überdies gelegentlich als Heimtier im Rahmen der Terraristik gehalten. Der Biss der Art gilt wie allgemein bei allen Riesenfischerspinnen (Ancylometes) nicht als gefährlich für den Menschen.

### Forschungsobjekt der Bionik
Bedingt durch ihre Fähigkeit, im Wasser nicht nass zu werden, erfuhr die Wasserjagdspinne vermehrt Aufmerksamkeit im Rahmen der Bionik als Vorbild für die Entwicklung und Herstellung hydrophober Textilien. Wilhelm Barthlott und Zdenek Cerman von der Rheinischen Friedrich-Wilhelms-Universität Bonn entwickelten 2005 nach dem Vorbild der Art ein ebenso wasserabweisendes Material, mit dem die Produktion wasserabweisender Badebekleidung ermöglicht werden soll.

### Terraristik
Die Wasserjagdspinne wird gelegentlich wie andere Arten der Riesenfischerspinnen (Ancylometes) als Heimtier im Rahmen der Terraristik gehalten. Im Vergleich zu früher gelangt die Art häufiger in den Handel, was auch eine Nachzucht der Spinne in Gefangenschaft ermöglicht und somit Möglichkeiten zu ihrer Erforschung vereinfacht.

### Bissunfälle und Giftigkeit
Die Wasserjagdspinne gilt für den Menschen nicht als gefährlich, da die Art als wenig aggressiv und schwach giftig gilt. Bisse der Art beim Menschen sind nicht dokumentiert.